# Діамантовий вік
«Діамантовий вік, або абетка для шляхетних дівчат» (англ. The Diamond Age: Or, A Young Lady's Illustrated Primer) — роман американського письменника-фантаста Ніла Стівенсона, написаний у 1995 році. У 1996 році отримав премії «Х'юго» і «Локус»

## Сюжет
Події роману відбуваються в тому ж світі, що і події ранішого роману Стівенсона «Снігопад», але в більш віддаленому майбутньому — через два покоління. На зміну національним державам прийшли філи, які об'єднують людей за етнічною, культурною, релігійною або ідеологічною ознакою. Найбільшими філами є Нова Атлантида, що відродила культуру вікторіанської Англії, Ніппон (Японія) і конфуціанська Хань (Китай). Філи часто бувають дуже розкиданими в географічному відношенні, маючи анклави на території більшості великих міст. Деякі з них (наприклад, «Сендеро») легко приймають до свого складу майже кого завгодно. Є і люди, які не належать до жодної філи.
Головна героїня — чотирирічна дівчинка Нелл, яка не належить до жодної філи та проживає в нетрях штучного острова Новий Чусан, виконаного в формі діаманта. Її брат Гарв, учасник вуличної банди, грабує новоатлантійського інженера Джона Гакворта. З-поміж його речей Нелл виявляє незаконно створену копію інтерактивної «Абетки для шляхетних дівчат», призначеної для онуки лорда Фінкеля-Макгроу — Елізабет. Книга створена таким чином, щоб реагувати на зміни довкілля та просувати своїх власниць в соціальному статусі. Гакворт створює нелегальну копію книги для своєї дочки Фіони. Про це дізнаються дізнаються лорд Фінкель-Макгроу та доктор Ікс, інженер чорного ринку, компілятор якого скористався Гакворт. Кожен намагається використати Гакворта для досягнення своїх протилежних цілей.
Паралельно актриса Міранда Редпат, яка озвучила більшість персонажів «Абетки», мимовільно стає названою матір'ю Нелл. Пізніше сюжетну лінію Міранди переймає її бос, Карл Голлівуд, після того, як Міранда зникає у пошуках Нелл.
«Діамантовий вік» містить адаптовані казки, що відображають особистий досвід Нелл, накладений на архетипні народні казки з бази даних «Абетки». Хоча «Діамантовий вік» досліджує роль технологій і особистих стосунків у розвитку дитини, його глибші й похмуріші теми також досліджують цінності культур і проблеми взаємодії між ними.
Життя Нелл і Гарва складається по-різному. Їхній батько на ім'я Бад, який живе з розбою, після невдалого пограбування стає жертвою страти за вироком судді Фанга. Мати, Текіла, заводить декількох коханців, які погано ставляться до її дітей. Гарв мусить покинути сестру, щоб увійти до середовища неовікторіанців. Внаслідок вдихання нанороботів у дитинстві в нього прогресує астма, що врешті робить Гарва прикутим до ліжка інвалідом. Нелл урешті-решт виростає здібною жінкою, що стає керівницею нової філи.
Гакворт, щоб уникнути переслідування за свій злочин, десять років переховується серед «барабанників» — людей з розподіленим інтелектом, розробляючи нову нанотехнологію під назвою «зерня». Він безуспішно намагається встановити контакт зі своєю дочкою. Коли він повертається до Лондона, Фіона приєднується до нього, але водночас вирішує лишитися з гуртом вуличних артистів.
Елізабет, попри сподівання лорда Фінкеля-Макгроу, покидає заможне товариство та приєднується до підпільної філи КриптНет.